# Podražaj
Podražaj ili stimulus je fizikalno-kemijski proces koji izaziva reakciju žive tvari. Određenog je intenziteta i trajanja, a djeluje na osjetila izazivajući u njima živčano uzbuđenje praćeno doživljajem osjeta. Može se događati izvan ili unutar živog organizma.
Svaki fizikalno-kemijski proces ne mora biti podražaj, jer ima prirodnih pojava na koje organizam ne reagira, poput magnetizma.

## Jakost
Neki su podražaji preslabi, prekratko traju ili djeluju na osjetilo koje je nekim prethodnim podražajem već promijenjeno, pa ne mogu pobuditi osjetnu reakciju. Takvi se podražaji nazivaju subliminalni podražaji ili podražaji »ispod praga«.
Najvišu ili najnižu graničnu vrijednosti na koju osjetilo može odgovoriti na podražaj predstavlja prag podražljivosti, pa stoga postoje granica bola, granica čujnosti i drugi.

## Vrste
Podražaj na koji pojedino osjetilo odgovara na poseban, jedinstven način naziva se adekvatni podražaj.  adekvatne se podražaje ubrajaju podražaj oka na elektromagnetske valove, uha na titranje zraka ili nosa i jezika na određene kemijske procese.
Osjetila se mogu podražiti i nekim drugim, neadekvatnim podražajem. Tako mehanički ili električni podražaj oka ili uha može izazvati vidne, odnosno slušne osjete. Tu je pojavu opisao J. P. Müller u »zakonu o specifičnim energijama osjetnih živaca«, po kojem osjetilo uvijek reagira specifičnim oblikom aktivnosti, bez obzira na vrstu podražaja.